# سكيب كامبل
سكيب كامبل (بالإنجليزية: Skip Campbell)‏ هو سياسي أمريكي، ولد في 12 نوفمبر 1948 في الولايات المتحدة، وتوفي في 24 أكتوبر 2018 في كورال سبرنغز في الولايات المتحدة. حزبياً، نشط في الحزب الديمقراطي. وقد انتخب عضو مجلس ولاية فلوريدا.